# Petrus Henrici Melartopaeus
Petrus Henrici Melartopaeus, död 18 april 1610, var en svensk biskop och skollärare.
Petrus Melartopaeus har identifierats av Petrus Mislepaeus Aboensis som 1573 blev inskriven vid universitetet i Rostock och Petrus Meselpeip de Abo Finlandiae som 1575 inskrevs vid universitetet i Wittenberg, den senare kallas efter några år magister. Hans ursprung är osäkert, även om han möjligen är släkt med någon av de andra finländska prästerna med namnet Melartopaeus. 
Melartopaeus omtalas första gången 1579 och var då konrektor vid Strängnäs skola, 1581–1584 var han skolmästare och 1584–1591 teologie lektor där. Han var 1584–1587 kyrkoherde i Vansö prebendepastorat och blev 1591 rektor vid Strängnäs skola. 1594 blev Melertopaeus domprost i Åbo och 1605 superintendent i Mariestads superintendentia.
Melartopaeus undertecknade 1587 Confessio cleri Strengnensis, den stora stridsskriften mot Nova ordinantia. Han ingick även bland de präster som på prästmötet i Örebro 1588 författade svaret på kungens angrepp mot prästerna i Karls hertigdöme. Vid Uppsala möte invaldes han i presidiet som en av de tolv assessorerna. Melertopaeus närvarade vid riksdagarna och riksmötena 1606–1608, troligen även 1609. Han har även författat ett antal psalmer på finska.